# Wang Tao
Wang Tao (chiń. 王韜; pinyin Wáng Tāo; ur. 1828 w Luzhi, zm. 1897 w Szanghaju), właściwie Wang Libin (王利賓), podróżnik, tłumacz, publicysta z okresu dynastii Qing. Autor pierwszej chińskiej książki podróżniczej o Europie, założyciel pierwszej chińskiej gazety codziennej.
W wieku 20 lat odbył podróż do Szanghaju podczas której spotkał chrześcijańskich misjonarzy biegle posługujących się językiem chińskim w mowie i w piśmie. W 1849 roku podjął pracę przy tłumaczeniu Nowego Testamentu na język chiński w Londyńskim Towarzystwie Misyjnym. Dla Towarzystwa pracował przez kolejne 13 lat, w czasie których powstawały tłumaczenia angielskich książek takich jak Pictorial Optics, An Elementary Introduction to Mechanics, Concise History of Sino-British Trade, A History of Astronomy of the Western Countries we współpracy z misjonarzami Alexandrem Wylie oraz Josephem Edkinsem.
W latach 60., kiedy powstanie tajpingów dotarło do Suzhou i Szanghaju, Wang pozostawał w kontakcie z liderami powstania. Napisał list będący propozycją obalenia dynastii Qing m.in. poprzez sojusz z ludźmi z Zachodu. List ten trafił w ręce cesarza, który rozkazał aresztować Wanga. Schronił się on jednak w konsulacie krytyjskim, a następnie uszedł do Hongkongu, gdzie zmienił imię na Wang Tao. W Hongkongu w dalszym ciągu współpracował z Towarzystwem przy tłumaczeniach, a ponadto rozpoczął karierę dziennikarską w chińskiej gazecie Hua Zi.
W 1867 roku Wang otrzymał zaproszenie do dalszej współpracy przy tłumaczeniach w Szkocji. Podróż statkiem do Marsylii trwała ponad 40 dni, a okręt zawijał do wielu dużych portów takich jak Singapur, Cejlon, Kair, które Wang Tao z zainteresowaniem zwiedzał. W trakcie dalszej podróży drogą lądową odwiedził m.in. Lyon, Paryż i Londyn. Na tej podstawie napisał pierwszą książkę podróżniczą o Europie oczami Chińczyka: Manyou suilu (Notatki z beztroskiej podróży) .
Zawarł w niej również własne spostrzeżenia na temat różnic kulturowych.
W trakcie trzyletniego pobytu w Europie kontynuował prace nad tłumaczeniami klasycznych dzieł chińskich oraz dużo podróżował prowadząc notatki, które również zawarł w swojej książce.
Po powrocie do Hongkongu napisał dwie wpływowe książki o Europie: Krótki wstęp do Francji oraz Sprawozdanie z wojny francusko-pruskiej, za co zyskał uznanie na dworze Qing. W 1872 roku utworzył drukarnię Zhong Hua, a dwa lata później
rozpoczął wydawanie pierwszej gazety codziennej w historii Chin Xúnhuán rìbào, w której publikował m.in. swoje poglądy dotyczące potrzeby zmian instytucjonalnych w rządzie na wzór brytyjski, reform systemu edukacyjnego, rozwoju przemysłu. Jego idee wpłynęły na Sun Jat-sena.
W 1879 Wang Tao odwiedził wiele miast japońskich robiąc notatki z podróży. W Japonii został przyjęty z szacunkiem ze względu na jego pobyt w Europie. Na podstawie podróży powstała kolejna książka podróżnicza: Fusang youji (Podróż do Japonii).
Sława jaką zyskał Wang Tao podczas podróży zagranicznych skłoniła rząd Qing do zezwolenia na jego powrót do Szanghaju w 1884 roku. Tego samego roku utworzył tam Wydawnictwo Ogród Tao, a dwa lata później został dyrektorem szkoły Gezhi i promował zachodni sposób nauczania.